# ㆍ
ㆍ(아래아)는 훈민정음 문자의 홀소리 중 하나이다. 오늘날 현대 한국 표준어에서는 사용하지 않지만, 제주어에서 후설 원순 저모음(/ɒ/) 음가를 표시하기 위하여 쓰이기도 한다.

## 역사
훈민정음에서는 아래아를 다음과 같이 설명한다.

ㆍ는 呑(ᄐᆞᆫ)의 중성과 같다.
ㆍ如呑字中聲
— 훈민정음

ㆍ는 혀가 오그라들고 소리가 깊다. 하늘이 열린 것은 첫번째(子)이다. 모양은 둥글어 하늘을 본땄다.
ㅡ는 혀가 조금 오그라들고 소리가 깊지도 얕지도 않다. 땅이 펼쳐진 것은 두번째(丑)이다. 모양은 평평하여 땅을 본땄다.
ㅣ는 혀가 오그라들지 않고 소리는 얕다. 사람이 태어난 것은 세번째(寅)이다. 모양은 서있어 사람을 본땄다.
ㆍ舌縮而聲深、天開於子也。形之圓、象乎天也。
ㅡ舌小縮而聲不深不淺、地闢於丑也。形之平、象乎地也。
ㅣ舌不縮而聲淺、人生於寅也。形之立、象乎人也。
— 《훈민정음 해례》(訓民正音解例), 〈제자해〉(制字解)

훈민정음이 만들어졌을 당시인 중세 국어에서는 후설 비원순 중저모음([ʌ])을 나타냈을 것이라고 추정된다. 이는 현대 한국어에서의 후설 중모음인 ㅓ와 가장 유사하다.
‘아래아’라는 이름은 반절표의 아래쪽에 있는 ㆍ를 ‘아래아’, 윗쪽에 있는 ㅏ를 ‘위아’라 불렀던 것이 시초이다.

### 음운 변화
18세기와 19세기 사이에 이전까지 아래아가 대표했던 음운이 ㅏ(주로 첫 음절)와 ㅡ(주로 둘째 음절 이후) 등으로 바뀌는 현상이 나타났다.
- ᄯᆞᄅᆞᆷ → 따름
- ᄲᆞᄅᆞ다 → 빠르다

이런 음운 변화는 중세 한국어까지 지켜지던 한국어의 모음 조화를 급속하게 깨지게 하였다. 양성 모음 ㆍ와 이에 대응되는 음성 모음 ㅡ의 대립이 무너지면서 전반적인 모음조화에 영향을 주기 시작한 것이다.
아래아가 대표하는 발음이 다른 모음으로 대체되었지만, 아래아를 쓰는 표기는 20세기 초까지 관습적으로 남아 있었다.

### 주시경의 ㅣㅡ 합음설
1894년 주시경은 ㆍ의 본래 발음이 ㅣ와 ㅡ의 합음이라고 주장했다. 그는 훈민정음에 ㅣ와 ㅡ의 합자가 없다는 점과 구한말 당시 사람들의 한국어 발음과 중국어 발음을 그 근거로 들었다. 또한 훈민정음에서 ㅣ와 ㅏ의 합음을 적을 때 ㅣㅏ처럼 병서하지 않고 ㅑ라는 새로운 글자를 만든 것처럼 ㅣ와 ㅡ를 합쳐 쓰기 위해서 새로운 글자인 ㆍ를 만들었을 것이라고 추측했다. 주시경의 주장에 영향을 받은 지석영은 1905년 《신정국문》이라는 철자법에서 ᆖ라는 새로운 글자를 제안했다.
실제로는 훈민정음 해례본에 ㅣ와 ㅡ의 합자인 ᆜ라는 글자가 있었으나 이것이 발견된 것은 훗날인 1940년이다.

### 폐기
조선총독부의 《보통학교용 언문 철자법》(1912년)과 조선어학회의 《한글 맞춤법 통일안》(1933년)이 모두 실제 발음을 존중하는 표기를 지향하면서 더 이상 한국어 음소로 남아있지 않은 글자인 아래아를 폐기했다.

## 현재
학계에서는 소리값이 없어졌다고도 하나 경상도 일부와 제주도, 그리고 현대 국어의 ㅓ에는 아직 소리값이 남아 있다. 지금은 제주어의 /ɒ/를 표기할 때 쓰이는 경우가 있다. 이는 후설 원순 저모음으로 소리내지만, 젊은 층에서는 /ㅗ/로 소리내는 경우도 있다.
컴퓨터 소프트웨어의 하나인 한/글처럼 회사의 상표나 건물의 간판 등에서 어원과는 상관 없이 ㅏ로 발음하는 자리에 아래아를 넣는 경우도 있다.
KS X 1001:2002 개정된 "표1"의 1-4(ㆍ, ISO/IEC 10646 내 318D 또는 유니코드 U+318D)가 존재하였으나, 국가기술표준원 홈페이지 내 'e나라표준인증' 내 KS X 1001:2004 개정의 경우 "표1"의 내용이 오류이고, KS X 1001:2004(2009 확인)의 경우는 존재하지 아니하며, KS X 1001:2004(2014 확인) 및 KS X 1001:2004(2019 확인)에 "표1"이 가운뎃점(·, ISO/IEC 10646 내 00B7 또는 유니코드 U+00B7)이 존재하지만 누가, 언제부터 무슨 근거로 개정한 것인지 알 수 없는 라틴 기호이므로 가운뎃점은 ISO/IEC 10646 내 318D 또는 유니코드 U+318D로 개정되어야 하고, 명칭은 '한글 낱자 아래아'에서 '한글 낱자 천(ㆍ, 天, Sky, Cheon)'으로 개정될 원인이 있다.
● 산업통상자원부장관에게 산업표준화법령에 따라 한국산업표준(KS)인 'KS X 1001'을 2016년부터 위탁 받아 소관 하는 국립전파연구원에 확인하면 누가, 언제부터 라틴 기호 '00B7'을 가운뎃점으로 개정한 것인지 알 수 없다는 회신을 받을 수 있을 것이다.
따라서 ISO/IEC 10646 내 318D의 명칭은 '한글 낱자 천(ㆍ, 天, Sky, Cheon)' 또는 가운뎃점으로 개정될 기반을 마련하기 위해 KS X 1001:2004(2019 확인)의 318D의 명칭을 우리나라가 우선 '한글 낱자 천(ㆍ, 天, Sky, Cheon)' 또는 '가운뎃점'으로 개정하고 ISOㆍIEC에 그 개정을 요구하거나 요청해야 한다.
하여, 현재 국립전파연구원은 한국산업표준(KS)인 'KS X 1001:2004(2019 확인)' 등에 관한 개정안을 접수 받아 공청회 준비 등을 착수한 상태인 바, 추후 관련 법령등의 절차에 때  이해관계인 중 국민의 개정안에 따라 적의처리(적다+意+처리: 적힌 뜻에 따라 처리 또는 적힌 뜻대로 처리)하여 오류가 있는 사항을 바로잡아 고시할 것으로 기대된다. 

## 코드값
| 종류                  | 글자   | 유니코드 | HTML     |
| --------------------- | ------ | -------- | -------- |
| 한글 호환 자모 영역   | ㆍ     | U+318D   | &#12685; |
| 한글 자모 영역        | ᅟᆞ     | U+119E   | &#4510;  |
| 한양 사용자 정의 영역 |     | U+F85E   | &#63582; |
| 반각                  | (없음) | (없음)   | (없음)   |

## 같이 보기
- ᆝ와 ᆢ
- ㆍㅏ
- ᆟ
- ㆍㅔ
- ᆠ
- ㆎ
- ᆢ